# Selbstauslöser

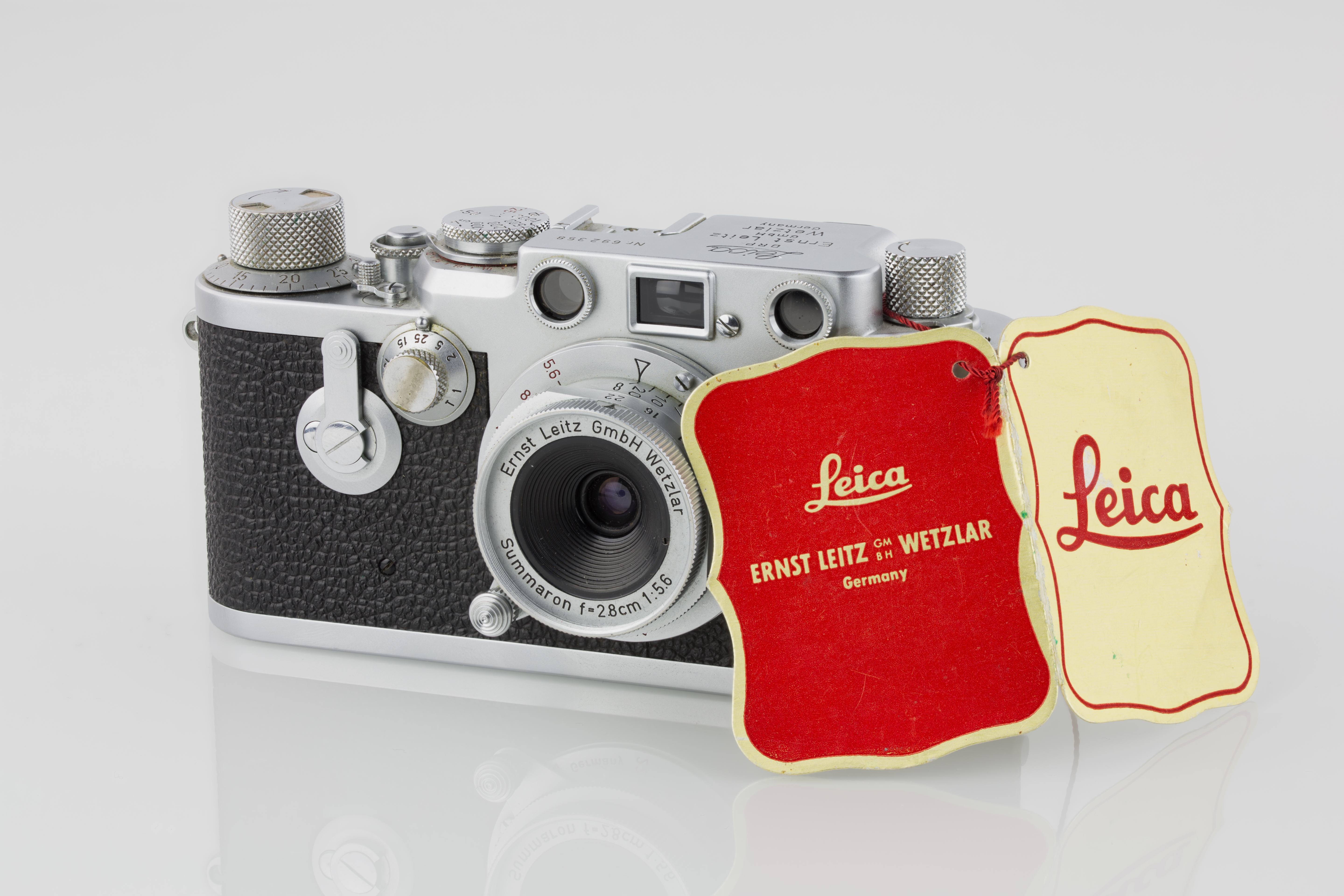
Leica IIIf chrom, Sucherkamera mit eingebautem Selbstauslöser von 1954

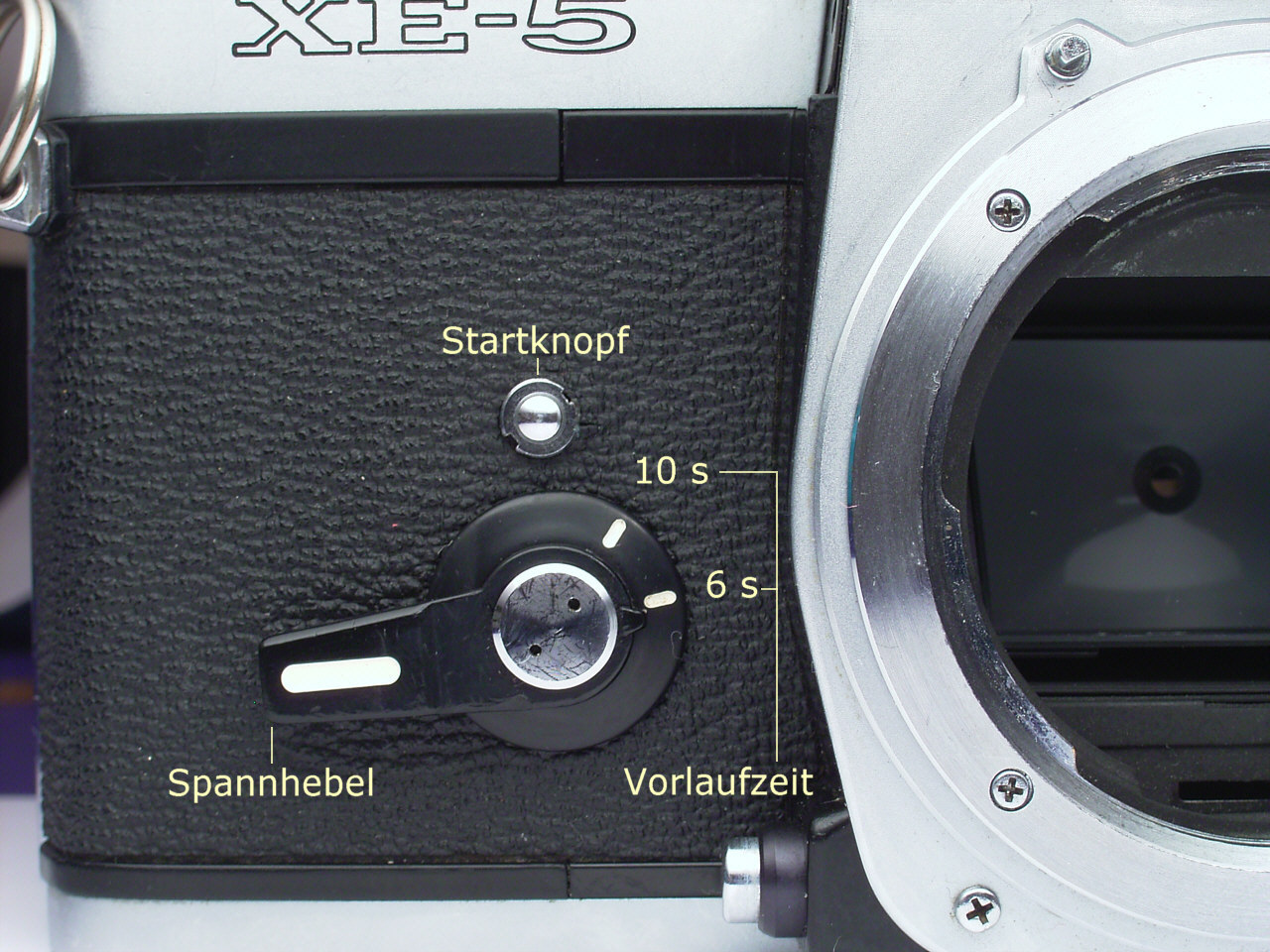
Mechanischer Selbstauslöser einer Spiegelreflexkamera

Mit dem Selbstauslöser eines Fotoapparats wird die Belichtung um einige Sekunden verzögert ausgelöst. Der Zeitablauf kann vorgegeben oder wählbar sein.
Frühere, aufziehbare Selbstauslöser wurden in den Auslöseknopf der Kamera eingeschraubt oder als Hebel an ihrer Vorderseite angebracht. Bei heutigen Digitalkameras lässt sich die Vorlaufzeit im Menü einstellen.

## Anwendungen
Selbstauslöser werden in drei Situationen häufig eingesetzt:
- Ein Selbstauslöser ermöglicht es dem Fotografen, bei Gruppenaufnahmen eine Position einzunehmen, in der er selbst auch aufs Bild kommt
- Wer allein unterwegs ist, kann sich -- z. B. unterm Gipfelkreuz -- selbst fotografieren
- Mit einem Selbstauslöser lassen sich verwackelte Aufnahmen mit längeren Brennweiten und Belichtungszeiten vermeiden, wenn kein Fernauslöser zur Verfügung steht. Durch das Betätigen des Auslöseknopfes kann die Kamera, auch wenn sie auf einem Stativ montiert ist, in den ersten 1–2 Sekunden wackeln oder vibrieren. Durch die verzögerte Auslösung bleibt genügend Zeit, dass die Kameraschwingungen abklingen können.

## Ausführungen

### Mechanischer Selbstauslöser

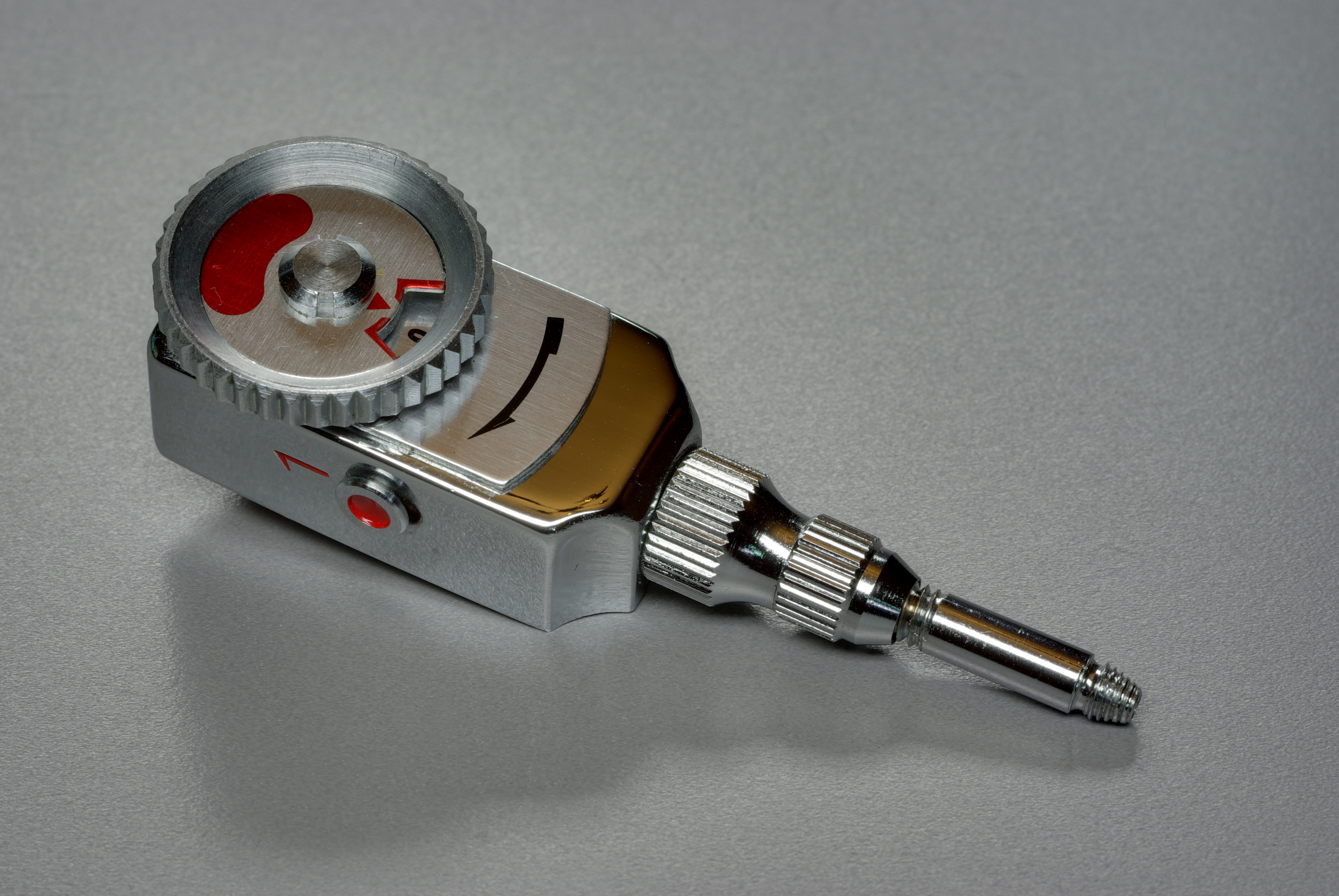
Mechanischer Zubehör-Selbstauslöser

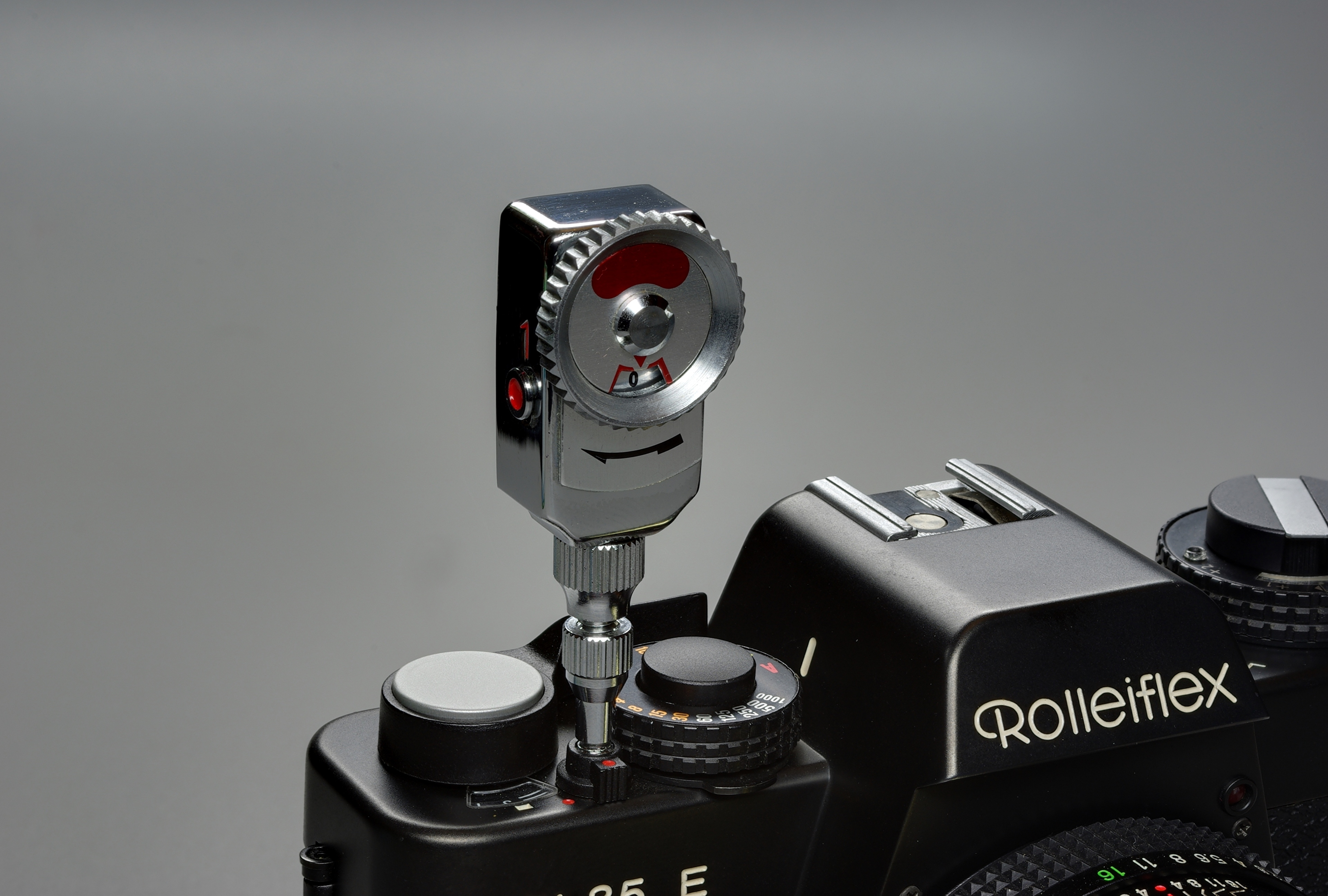
Kamera mit (zur Demonstration) montiertem mechanischen Zubehör-Selbstauslöser

Vor allem in mechanischen Kameras (Spiegelreflexkameras und auch Sucherkameras) wird der Auslöseversatz mechanisch realisiert. Das geschieht durch Spannen einer Uhrwerks-Vorrichtung, die mit Hilfe von Federkraft und Zahnrädern mit Verzögerung die Auslösemechanik der Kamera betätigt. Ein mechanischer Selbstauslöser ist meist so angebracht, dass durch eine eindeutige Stellung des Hebels (o. ä.) das Ende des Zeitversatzes zu erkennen ist. Bei mechanischen Selbstauslösern ist es meist möglich, die Auslösezeit in Grenzen zu beeinflussen, d. h. zu verkürzen.
Mechanische Kameramodelle ohne integrierten Selbstauslöser können mittels des Anschlusses für einen Drahtauslöser auch externe Selbstauslöser benutzen. Solche Auslöser können teils direkt eingeschraubt werden, teils werden sie in Verbindung mit einem Drahtauslöser verwendet. Obwohl sich letztlich auch bei den externen Auslösern Uhrwerksmechaniken (Hemmwerke) zur Bildung der Verzögerungszeit durchgesetzt haben, gab es auch Entwicklungen, die mit Zündschnüren, mechanischen Reibwerken, Sanduhren oder hydraulisch arbeiteten.

### Elektronischer Selbstauslöser
Elektronische Kameras zeigen die Ablaufzeit des Selbstauslösers mit einem optischen Signal (Blinken einer LED oder des eingebauten Blitzgeräts) an der Vorderseite, das kurz vor der Verschlussbetätigung die Frequenz des Blinkens ändert oder dauernd leuchtet. Auch akustische Signale sind verbreitet.
Der Selbstauslöser wird i. d. R. vor jeder Benutzung eigens eingestellt. Manche Digitalkameras bieten auch einen Modus, bei dem der Selbstauslöser permanent aktiviert bleibt. Bei Spiegelreflexkameras kann er mit der Spiegelvorauslösung kombiniert werden.
Manche Kameras nutzen die ohnehin vorhandene Zeitsteuerung auch dazu, Intervallaufnahmen zu realisieren. Auch externe elektronische Steuerungen mit solchen Funktionen sind verfügbar.

### Selbstauslöser für Filmkamera
Bei den früher üblichen Schmalfilmkameras der höheren Preisklasse waren Selbstauslöser Standard. Statt der gewählten Belichtungszeit bei der Fotokamera lief die eingestellte Szenenlänge ab, eine Vorlaufzeit von 10 bis 12 Sekunden war gegeben.